# Metabolizm (architektura)

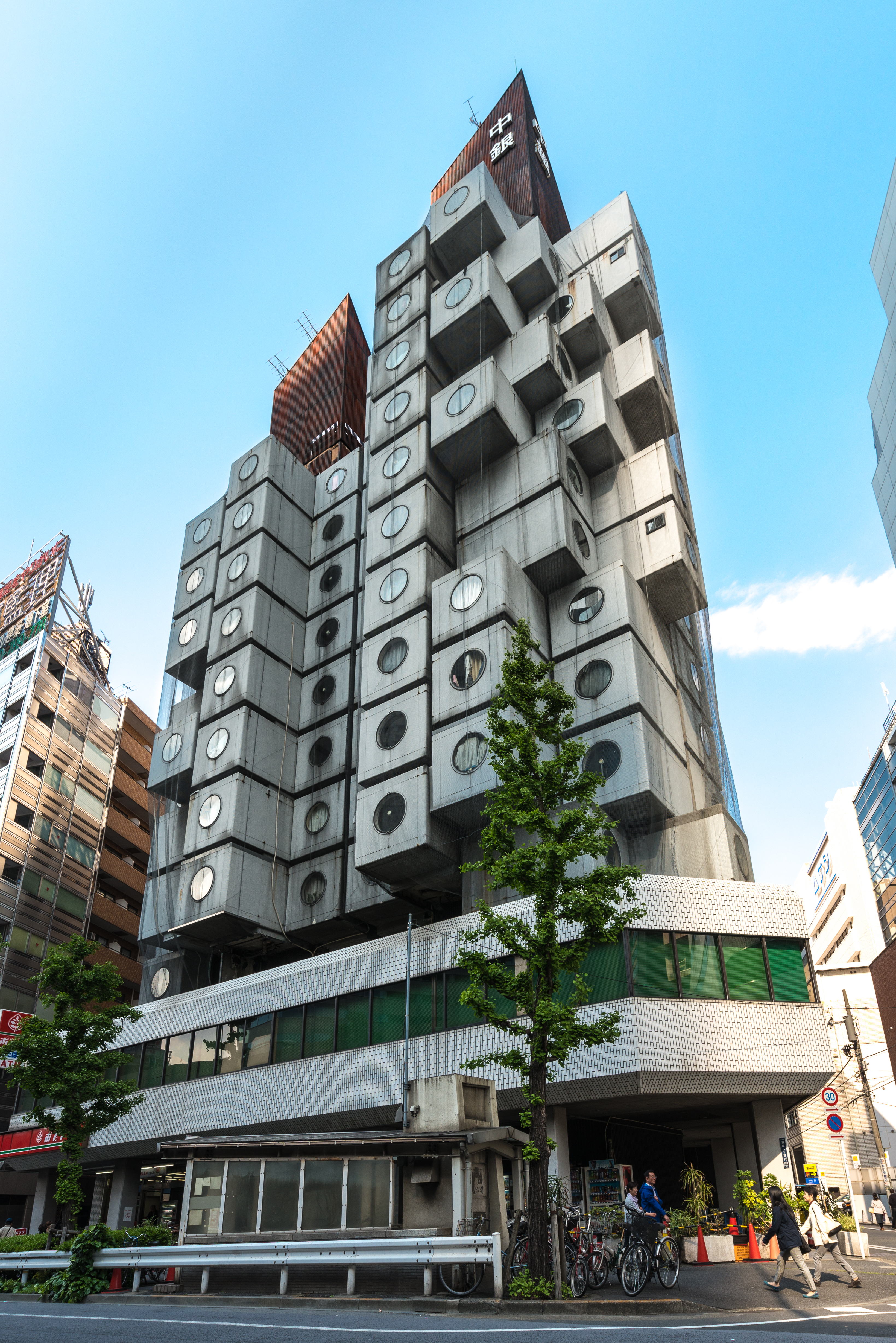
Metabolizm:
K. Kurokawa, wieżowiec mieszkalny Nakagin w Tokio

Metabolizm - styl architektoniczny stworzony przez japońską grupę Metabolism, złożoną z modernistycznych architektów i urbanistów, uczniów Kenzō Tange i działającą od 1959 do lat 70. XX wieku.
Metaboliści opierając się na marksistowskiej wizji społeczeństwa, projektowali utopijne miasta, które miały wyrażać jego żywotny rozwój. Najbardziej znana spośród nich jest wizja rozbudowy Tokio na pomoście przerzuconym przez zatokę. Struktury proponowane przez metabolistów były zbudowane hierarchicznie i przypominały drzewa lub fraktale. Metabolizm stanowił próbę pogodzenia funkcjonalistycznego dążenia do uporządkowania oraz późnomodernistycznych postulatów indywidualnego kształtowania. Na nowo definiował zależność między przestrzenią publiczną a prywatną. Architektura metabolistyczna świadomie nawiązywała do filmów science-fiction. Optymizm cechujący metabolizm przeminął po wystawie Expo w Osace w 1970.

## Przedstawiciele architektury metabolistycznej
- Założyciele grupy
  - Kenzō Tange
  - Takashi Asade
- Inni członkowie grupy
  - Kisho Kurokawa
  - Kiyonori Kikutake
  - Noboru Kawazoe
  - Fumihiko Maki
  - Sachio (Masato) Otaka